# Sholem Asch
Sholem Asch (em iídiche שלום אש) ou Shalom Asch (Kutno, Polônia 1880- Londres, Inglaterra 1957) foi um escritor e jornalista, nascido de uma família judia tradicional. Franqueou a tradição e viajou pelo mundo todo, além de ter sido um grande escritor iídiche.

## De Kutno à Varsóvia
Romancista iídiche, dramaturgo e ensaísta, Sholem Asch nasceu em 1880 em Kutno, na Polônia, na época uma cidade sob dominação russa. Oriundo de uma família de dez filhos, ultra-ortodoxa, recebeu uma educação jovem tradicional e formação talmúdica. Aos 17 anos, seus pais o enviaram a Włocławek, onde seria tutorado por um escrivão público, e iniciou-se em outros idiomas e na literatura profana. Foi então a Varsóvia, o núcleo da vida literária judia na Polônia. Começa a escrever em hebraico mas, graças às influências do grande escritor I. L. Peretz, passa a escrever em iídiche, dando exclusividade a este idioma. Em seus primeiros anos em Varsóvia, conhece e casa-se com Mathilde, filha do escritor judeu polonês M. M. Shapiro.

## Um grande viajante
Antes da Primeira Guerra Mundial, Asch vai aos Estados Unidos onde publica no jornal iídiche Forvets, não retornando à Polônia antes do conflito se instalar na França. Depois de 1938, retorna aos Estados Unidos onde publica a maioria de suas obras. Antes de falecer em Londres em 1957, passa seus últimos anos em Bat Yam, subúrbio de Telavive em uma casa depois convertida em Museu Sholem Asch.

## Obras mais célebres
A trilogia: "Três cidades"
- Varsóvia
- São Petersburgo
- Moscou

- Tio Moisés
- O judeu e os Salmos
- A santificação do nome

Seus romances de temas cristãos: 
- O Nazareno - "Não o poder de recordar, e sim o poder de esquecer, constitui uma das condições necessárias à nossa existência."
- O apóstolo
- Maria mãe de Deus

Seu último romance, escrito em 1955 intitula-se O Profeta.